# Sangre venosa

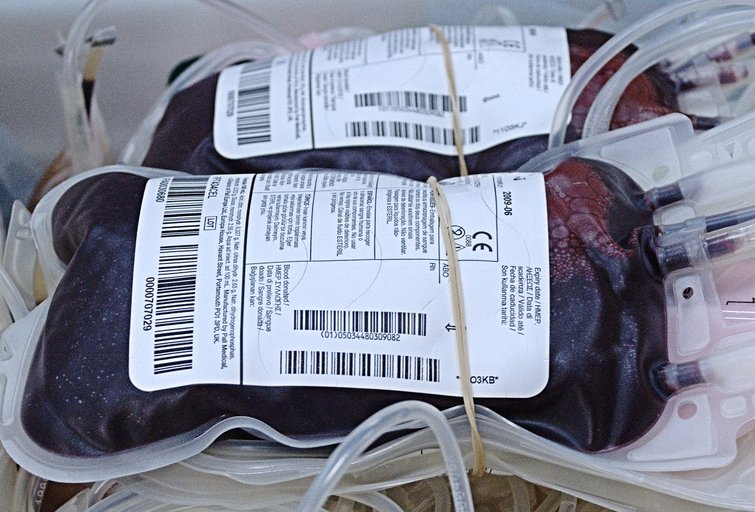
Sangre concentrada después de la oxigenación

La sangre venosa es sangre desoxigenada que viaja por los vasos sanguíneos periféricos a través del sistema venoso hacia la aurícula derecha del corazón. Luego, el ventrículo derecho bombea esta sangre desoxigenada a los pulmones a través de la arteria pulmonar, que se divide en dos ramas, izquierda y derecha, a los pulmones respectivos. La sangre se oxigena en los pulmones y regresa a la aurícula izquierda a través de las venas pulmonares. 
La sangre venosa es típicamente más fría que la sangre arterial, y tiene un menor contenido de oxígeno y pH. También tiene concentraciones más bajas de glucosa y otros nutrientes, y tiene concentraciones más altas de urea y otros productos de desecho. La diferencia en el contenido de oxígeno de la sangre arterial y venosa se conoce como la diferencia de oxígeno arteriovenoso.
La mayoría de las pruebas de laboratorio médico se realizan en sangre venosa, con la excepción de las gasometrías arteriales. La sangre venosa se obtiene para análisis de laboratorio mediante venopunción, o mediante punción digital para pequeñas cantidades.

## Color
El color de la sangre humana varía de rojo brillante cuando se oxigena a un rojo más oscuro cuando se desoxigena. Debe su color a la hemoglobina, a la que se une el oxígeno. La sangre desoxigenada es más oscura debido a la diferencia en la forma de los glóbulos rojos cuando la hemoglobina se une a ella (oxigenada) comparado con cuando no se une a ella (desoxigenada). La sangre humana nunca es azul. 
La apariencia azul de las venas superficiales es causada principalmente por la dispersión de la luz azul fuera del tejido venoso si la vena está a 0.5 mm de profundidad o más. Las venas y arterias parecen similares cuando se quita la piel y se ven directamente.